# Micrurus fulvius
Il serpente corallo comune (nome scientifico Micrurus fulvius) è diffuso tra le regioni sudorientali degli Stati Uniti d'America e il nord-est del Messico. Ha dimensioni relativamente ridotte, che non superano i 120 cm di lunghezza.

## Caratteristiche
Nonostante le sue dimensioni, questo elapide è un grande predatore, attivo soprattutto di giorno. Tra le sue prede preferite si annoverano altri serpenti, compresi quelli della propria specie, lucertole, uccelli, anfibi, pesci e anche insetti, che ne costituiscono la principale fonte di nutrimento nelle prime fasi di vita, quando le dimensioni troppo ridotte gli impediscono di catturare prede più grosse. Il serpente corallo uccide le vittime inoculando il proprio potente veleno, dall'effetto neurotossico, tramite gli affilati denti anteriori (è infatti un ofide proteroglifo). La morte sopraggiunge nel giro di pochi minuti a causa di un blocco neuromuscolare.
Il serpente corallo predilige la vita solitaria, ma modifica questa abitudine nella stagione dell'accoppiamento, in primavera. La coppia si separa subito dopo che la femmina è stata fecondata, in quanto il maschio, di dimensioni generalmente inferiori, potrebbe essere divorato dalla compagna in caso rimanesse nelle vicinanze troppo a lungo. Cinque settimane più tardi, la femmina depone le uova, in numero variabile da 5 a 7, che si schiuderanno nel giro di circa due mesi. I piccoli si disperdono immediatamente nel territorio ma, sebbene siano già in grado di inoculare il veleno, sono molto vulnerabili e facili vittime dei predatori.
Le femmine raggiungono la maturità sessuale verso i due anni, quando misurano circa 55 cm, mentre i maschi sono più precoci e la raggiungono tra il primo e il secondo anno di vita, a una lunghezza non superiore ai 45 cm.

## Habitat
Predilige le zone boscose relativamente asciutte e pietrose, sebbene se ne incontrino esemplari anche in prossimità di zone umide o paludose.

## Colorazione
A differenza di molte altre specie di ofidi, il serpente corallo comune presenta una colorazione aposematica molto vistosa, nella quale spiccano i colori giallo, rosso e nero distribuiti in anelli di spessore variabile lungo tutto il corpo, dalla testa fino all'estremità della coda. La sequenza cromatica è molto importante per il riconoscimento della specie, in quanto esistono altri serpenti non velenosi, come Lampropeltis triangulum o Anilius scytale, che imitano i colori del serpente corallo come strategia difensiva (mimetismo batesiano).

Questa è una semplice filastrocca per riconoscere un vero serpente corallo da uno falso: "Nero su giallo, serpente corallo; Rosso su nero, non è quello vero."
Un'altra filastrocca che serve a riconoscere il Corallo usata dai viaggiatori che attraversano il suo habitat è questa: "Da rosso a nero è libero il sentiero, da rosso a giallo di sicuro è un corallo".
Questo tipo di difesa dai predatori potrebbe però non essere particolarmente vantaggioso per entrambe le specie proprio per via della velenosità letale del serpente corallo: infatti qualora un predatore dovesse attaccare un serpente corallo vero e questi difendendosi lo mordesse uccidendolo, non si avrebbe un predatore che avrà associato la colorazione del serpente alla sua pericolosità; al contrario se un predatore dovesse attaccare per primo un falso serpente corallo, poi potrebbe attaccarne uno vero non avendo avuto sensazioni spiacevoli associate a quel tipo di preda.

Va però rilevato che generalmente in natura i colori accesi di per sé rappresentano un segnale di pericolo per i predatori (colorazione aposematica).
Inoltre, anche il serpente corallo potrebbe essere a sua volta un imitatore, infatti nelle stesse zone vive un altro serpente noto come Erythrolamprus il quale presenta una colorazione simile e che è solo modestamente velenoso. Se questo serpente morde un predatore gli causa dolore ma non la morte, in questo modo l'aggressore può imparare dall'esperienza ed evitare il contatto con Erythrolamprus e tutti i serpenti a lui simili compreso il vero corallo. Ciò potrebbe spiegare il significato della colorazione del corallo la quale potrebbe essere apparentemente inutile in quanto essendo questo un serpente mortale non permetterebbe ai predatori di apprendere in caso lui li mordesse,  invece sfruttando la sua somiglianza con Erythrolamprus, velenoso ma non mortale, viene comunque evitato anche da chi non l'ha mai incontrato prima (Mimetismo emsleyano o mertensiano).